# Zarathuštrický kult ohně

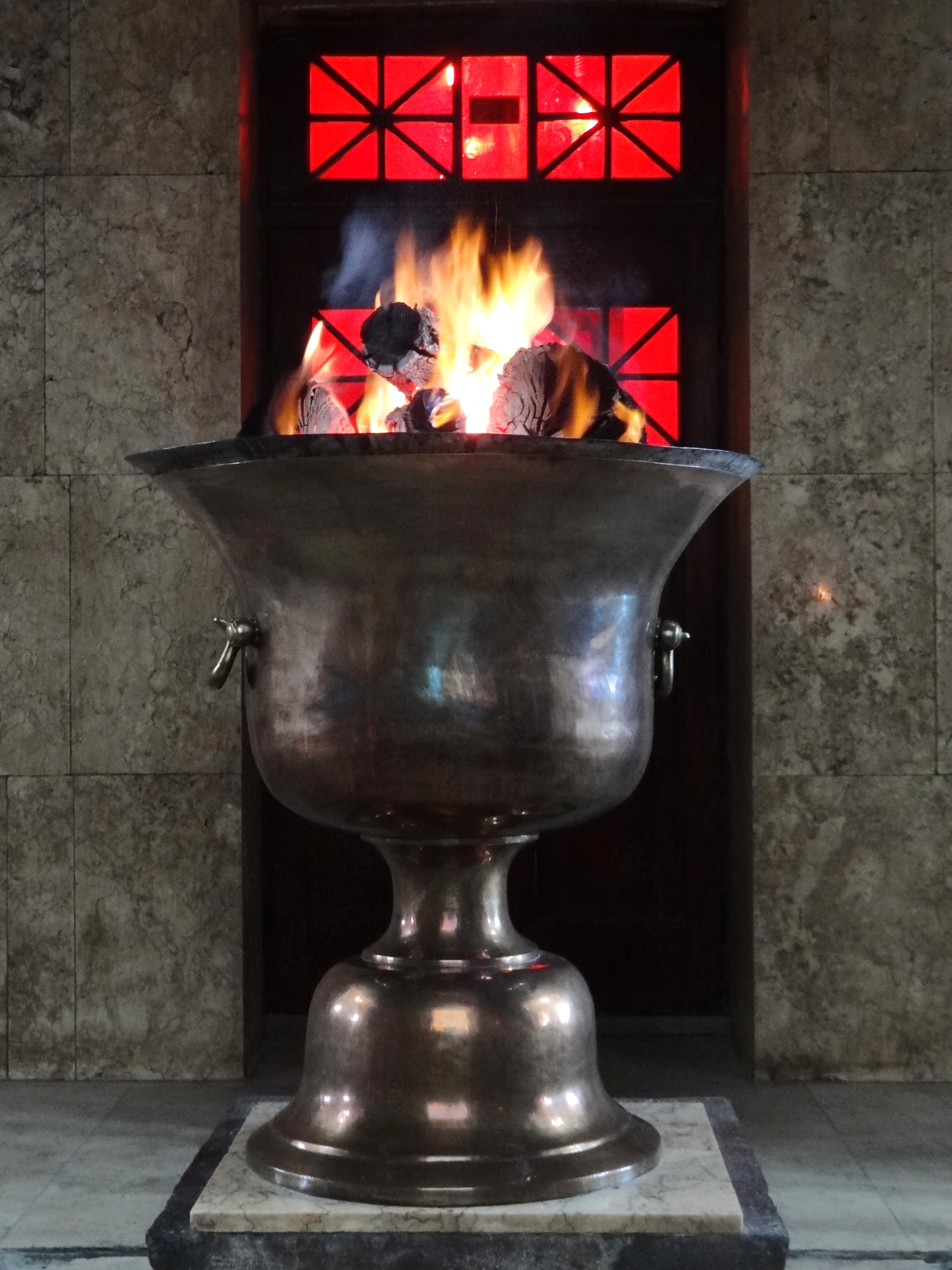
Věčný oheň v zarathuštrickém chrámu, Jazd, Írán

Kult ohně představuje jeden z ústředních prvků zarathuštrismu. Má své významné místo jak v náboženské praxi, představované například ohňovými chrámy a oběťmi a rituály směrovanými ohni, tak v učení kdy je personifikován jazatou-bohem Átarem „Ohněm“ a Ameša Spentou Ašou Vašistou „Nejlepší Pravdivostí“. Podle středoperských kosmologií je oheň sedmým, tedy posledním, stvořením Ahura Mazdy a celý svět jako životní síla uvádí do pohybu. Skrze oheň má také proběhnout „soudný den“ Frašokereti. Oheň je také často užíván jako symbol zarathuštrismu a ádur „oheň“ je v zarathuštrickém kalendáři jménem pro devátý měsíc v roce a devátý den v měsíci.

## Personifikace
Oheň je personifikován jazatou-bohem jménem Átar „Oheň“, jež je synem Ahura Mazdy. Tvrdí se o něm že žije mezi lidmi jako jejich sluha i pán a obětovalo se mu u domácího ohniště. Přes svůj ústřední význam v kultu vystupuje v mýtech sporadicky, ještě méně než jeho védský protějšek Agni. Jednou mála výjimek je zmínka o tom že společně s Mithrou uspěl při zachraně chvareny z rukou Aži Daháky v Zamjád jaštu. Zároveň je s ohněm spojen také jeden z Ameša Spentů „Nesmrtelných blahodárných“ – Aša Vasišta „Nejlepší Pravdivost“.

## Dějiny
Zarathuštrický kult ohně se původně nejspíše týkal především ohně domácího krbu a navazoval na obdobný kult indoíránský a praindoevropský. K nejvýznamnějším z těchto ohňů pravděpodobně byl ten který hořel na oltáři v Pasargadách v době Kýra Velikého a byl tak chápán jako domácí oheň perského krále. Oheň byl také užíván k ordálům, což bylo nejspíše důvodem ztotožnění tohoto živlu s Ašou „Pravdivostí“. Ke vzniku zvláštních chrámů ohně došlo nejspíše v době pozdní achaimenovské říše, snad jako ortodoxní reakce na chrámy se sochami božstev, především Anáhity. Uhlíky z ohňových chrámů byly nošeny jako palladium před perskými armády, snad opět v souvislosti s Anáhitou, jež byla bohyní války, a snahou aby její kult odpovídal pravověrnému zarathuštrismu. Do té doby íránské národy uctíváním ohně nejspíše nijak nevynikali nad svými sousedy.
Z doby Parthské říše nejspíše pochází v Bundahišnu zmiňované tři nejposvátnější velké ohně zvané Ádur Búrzín mihr, Ádur Gúšnásp a Ádur Farnabag, jež byly reprezentací společenských stavů zemědělského, vojenského a kněžského. Stáli na kopcích v Parthii, Médii a Persii. Kromě toho existoval ještě čtvrtý v Sistánu a každá část Íránu tak měla svůj vlastní posvátný oheň. V době Parthské říše nejspíše také vznikla zvláštní klasifikaci ohňů:
- berezi.savah „vysokého přínosu“ přítomný v Átaš Bahráms „ohni vítězství“
- vohu frjána „dobro milující“ oheň či životní síla v člověku
- urvázišta „nejradostnější“ oheň v rostlinách
- vazišta „nejrychlější“ oheň v blesku
- speništa „nejsvatější“ hořící v přítomnosti samotného Ahura Mazdy

Strabón ve své Geografice z přelomu letopočtu zmiňuje dva druhy „chrámů mágů“ v Kappadokii – prvním byly chrámy perských bohů, snad tedy vybaveného sochami, druhým pyratheia „ohňové chrámy“ v kterých mágové udržují věčný oheň. Pausaniás ve své Cestě po Řecku z 2. století zmiňuje perské ohňové chrámy chrámy v Lydii. Ve 3. století jsou zmiňovány dynastické ohně vazalů Parthské říše, přičemž arsakovský oheň planul nejspíše v Aršaku, hlavním městě a pohřebišti této dynastie.
V době Sasánovské říše docházelo nejspíše k dalšímu nahrazování kultovních obrazů posvátnými ohni. K největší koncentraci nejspíše došlo v západním Íránu, snad přímo v Persii. Po arabské invazi do Íránu došlo k mizení některých zvyků spojených s kultem ohně a to i mezi Pársy jež odešli do Indie. V Íránu samotném pak postupně došlo k zániku většiny posvátných ohňů.

## Átaš-zóhr
Átaš-zóhr, středopersky „oběť ohni“, je zarathuštrický rituál při kterém je tuk obětního zvířete vléván do plamenů. Jeho kořeny sahají až do indoíránské doby, analogický rituál je znám i z Indie. Nejstarší doklad o zvyku pochází od Strabóna z přelomu letopočtu, poté je zmiňován v mnoha středoperských textech, spolu s příležitostmi při kterých má být prováděn. Podle jednoho z těchto textů je obdarování ohně palivem, vykuřovadly a obětí jednou ze „čtyř nejlepších věcí“. Átaš-zóhr byl prováděn ještě na počátku 20. století, poté byl nahrazen obětováním vykuřovadel a vonných dřev.

## Átaš-njájišn
Átaš njájišn, středopersky „modlitba ohni“ je modlitba směřovaná Átarovi-Ohni obsažená v Malé Avestě, jež byla recitována jak laiky tak kněžími při zažehnutí ohně, domácího i chrámového. Část modlitby se skládá z úryvků z gáth, jiné části jsou zjevně pozdními dodatky. Některé pasáže, přestože jsou sepsány mladší avestánštinou, týkající se domácího ohně jsou naopak svým původem velmi staré. Z hlediska obsahu Átaš njájišn zahrnuje krátké vyznání víry, modlitby určené k jednotlivým částem dne (gáh) a invokace i žádosti směřované Átárovi.